# Asylsökande
Asylsökande är en person som befinner sig i ett land och där ansöker om skydd (asyl) men ännu inte fått ansökan avgjord.
Det är en mänsklig rättighet att få söka asyl, men det är upp till de nationella myndigheterna i ett land att bestämma på vilka grunder som en person har rätt till att erhålla asyl. Enligt principen om non-refoulement får en person dock inte utvisas till ett land där han eller hon löper överhängande risk att förföljas, utsättas för tortyr eller dödas. UNHCR publicerar varje år statistik över antalet asylsökande till industriländer.
Begreppet nyanländ har olika definition i olika svenska lagtexter, men avser ofta flykting som nyligen har fått beviljad asyl, ibland även flyktinganhörig, och som därigenom har rätt till etableringsersättning.

## Ensamkommande barn
Ensamkommande barn, är enligt FN:s definition barn och ungdomar under 18 år, eller annan lägre myndighetsålder, som söker eller har fått asyl i ett land utan att ha föräldrar eller andra vårdnadshavare tillgängliga i mottagarlandet. Som annan vårdnadshavare räknas normalt släktingar. Eftersom barn har större rättigheter än vuxna vid asylsökande förekommer åldersbedömning för att avgöra åldern. Denna process, som i Sverige sköts av Migrationsverket och Rättsmedicinalverket har varit föremål för debatt.
Ensamkommande barn är ett lagstadgat begrepp och används både i Sverige och internationellt, med olika definitioner. Bland de mest kända i Sverige finns de finska krigsbarnen, där Sverige under kort tid tog emot 70 000 till 80 000 barn. Även   känd är aktionen Kindertransport, som före och i början av andra världskriget räddade mellan 10 000 och 15 000 judiska barn, främst från Tyskland och Österrike, vilka skickades i första hand till England.
De historiska erfarenheterna av ensamkommande barn och unga visar att rådande samhällskontext i hög grad påverkar synen på dem och att detta i sin tur har betydelse för hur mottagandet utformas.
Ensamkommande barn och unga har en hög förekomst av psykisk ohälsa, inklusive posttraumatiskt stressyndrom. Det finns flera insatser för socialtjänst och sjukvård med god effekt enligt en systematisk genomgång av litteraturen gjorde av SBU år 2018. Studier av hur ensamkommande barn och unga har lyckats etablera sig i Sverige på längre sikt visar att ensamkommande trots sin sårbarhet på gruppnivå klarar sig bättre när det gäller sysselsättning och ekonomi än de som kommit som barn med sina familjer.

## Internationellt
Inom Europeiska unionen finns en gemensam asylpolitik. Den gemensamma asylpolitiken innefattar Dublinförordningen, som innebär att en medlemsstat under vissa villkor kan överföra en asylsökande till en annan medlemsstat om den asylsökande till exempel har vistats där tidigare eller har familjeanknytning dit. Skyddsgrundsdirektivet slår fast enhetliga minimivillkor för vem som har rätt till asyl. Direktivet ger utöver flyktingar även så kallade alternativt skyddsbehövande, personer som skulle utsättas för verklig risk att lida allvarlig skada om de återsändes till sitt hemland, rätt till asyl.
På senare år[när?] har det funnits problem med att utvisa asylsökande som har fått avslag på sin ansökan till länder som Iran och Somalia, då dessa inte tar emot sina egna medborgare om de inte återvänder hem frivilligt.

## Sverige

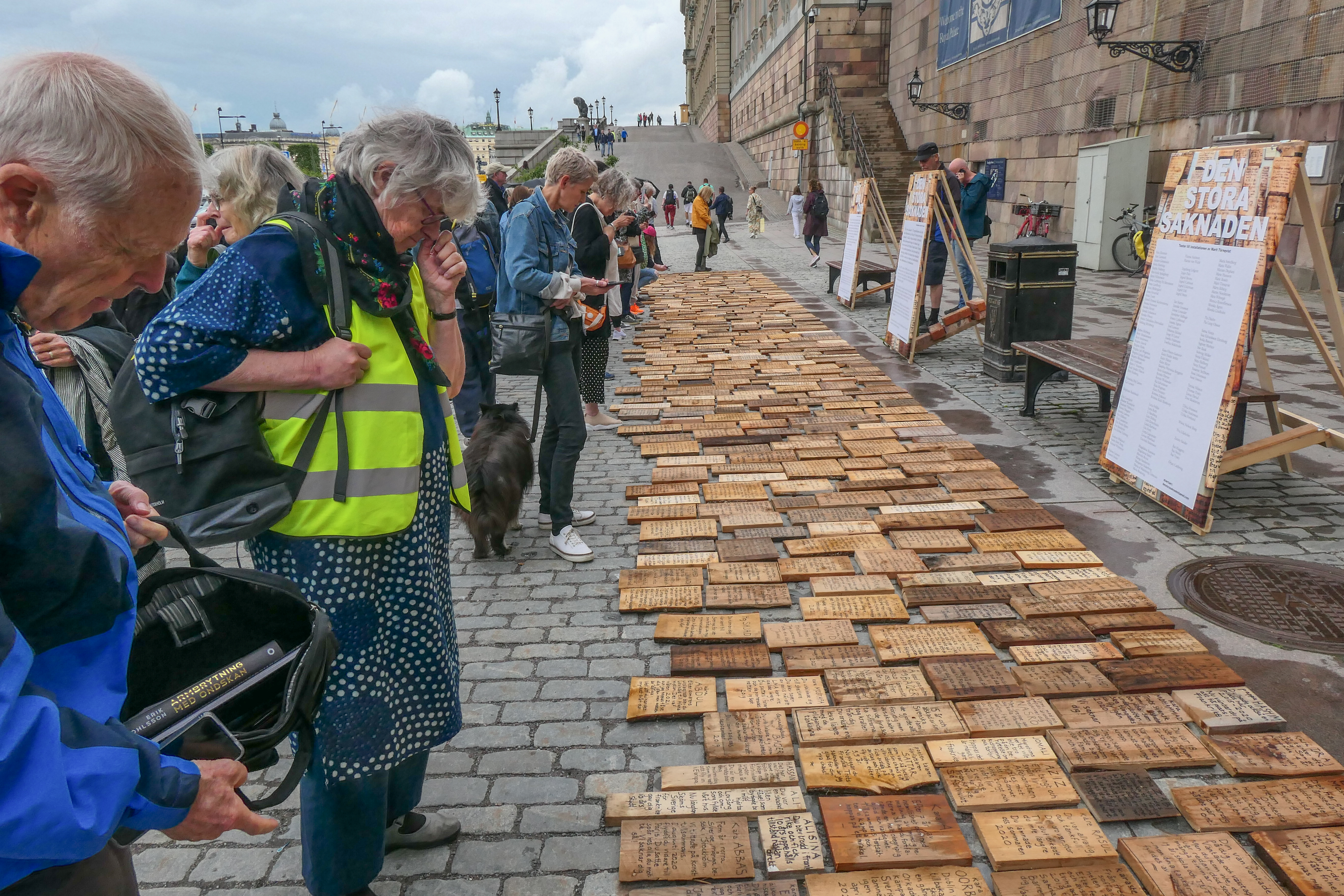
Manifestationen ”Den stora saknaden” på Mynttorget i Stockholm den 20 juni 2022 där konstnären Marit Törnqvist har placerat ut 500 handskrivna brädor för att uppmärksamma alla dem som välkomnades att söka asyl i Sverige men sedan hamnade i en fälla av långa väntetider, rättsosäkra beslut, åldersuppskrivningar och ändrade lagar.

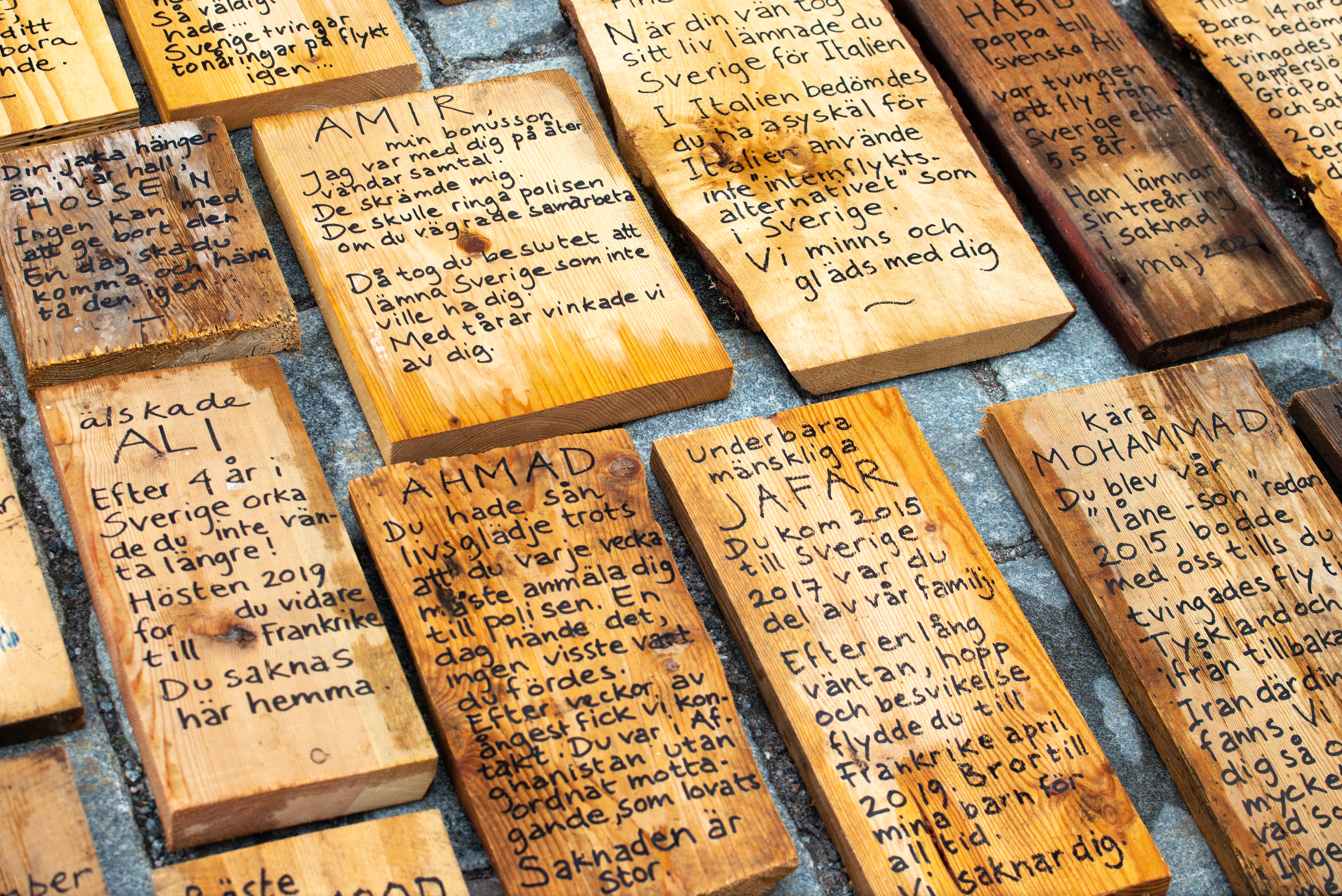
Några av de asylsökandens öden. Några gick döden till mötes.

I Sverige handläggs ansökan om asyl av Migrationsverket (tidigare Statens invandrarverk). Den som får avslag på sin asylansökan kan överklaga beslutet till migrationsdomstolen. Även migrationsdomstolens beslut kan överklagas, till Migrationsöverdomstolen, som dock i normalfallet inte beviljar prövningstillstånd. 
Den 30 mars 1994 utfärdades "lag (1994:137) om mottagande av asylsökande". Riksdagen beslutade den 27 november att ändra lagen (1994:137) om mottagande av asylsökande m.fl. så att asylsökande som väljer att bosätta sig på vissa platser inte har rätt till dagpenning eller särskilt bidrag, detta är en del av propositionen för hållbart eget boende för asylsökande. Förordningen är tillämplig på 32 kommuner, regeringen godkände den 5 december revideringar av förordningen (1994:361) om mottagande av asylsökande m.fl. med ytterligare bestämmelser om vilka områden som omfattas.
32 kommuner kommer att få möjlighet att meddela Migrationsverket att förordningen kommer att gälla för en eller flera delar av deras jurisdiktion. Samråd med länsstyrelsen ska föregå anmälan. Statligt stöd ges till kommuner med socioekonomiskt missgynnade områden:
Borlänge, Bors, Botkyrka, Eskilstuna, Gävle, Göteborg, Halmstad, Helsingborg, Huddinge, Järfälla, Jönköping, Karlskrona, Katrineholm, Kristianstad, Landskrona, Linköping, Malmö, Motala, Norrköping, Nyköping, Perstorp, Sandviken, Stockholm, Södertälje,
Den 1 juni 2016 trädde ändringar av rätten till bistånd enligt lagen (1994:37) om mottagande av asylsökande, LMA, i kraft. Ändringen innebär att en asylsökande inte har rätt till bistånd om den asylsökande har fått ett beslut om avvisning eller utvisning som har börjat gälla, eller tidsfristen för frivilligt återvändande har gått ut. Med bistånd menas till exempel boende och dagersättning. Ändringen gäller inte vuxna som bor tillsammans med sina barn under 18 år. De har fortfarande rätt till bistånd till dess att de lämnar Sverige.
Den 20 juli 2016 trädde en tillfällig lag i kraft, tänkt att gälla i tre år, lagen (2016:752) om tillfälliga begränsningar av att få uppehållstillstånd i Sverige, vilket har gjort det svårare att få permanent uppehållstillstånd.
I februari 2017 uppskattade gränspolisen att uppåt 49000 människor som kom under Migrationskrisen i Europa år 2015 inte hade rätt att stanna och att merparten av dem skulle komma gå under jorden istället för att lämna landet.